# (13582) Tominari
(13582) Tominari est un astéroïde de la ceinture principale.

## Description
(13582) Tominari est un astéroïde de la ceinture principale. Il fut découvert le 15 octobre 1993 à Kitami par Kin Endate et Kazuro Watanabe. Il présente une orbite caractérisée par un demi-grand axe de 2,59 UA, une excentricité de 0,14 et une inclinaison de 14,1° par rapport à l'écliptique.

## Compléments